# Crocodile Dundee II
Crocodile Dundee II é um filme australiano de 1988, do gênero comédia, dirigido por John Cornell e distribuído pela Paramount Pictures.

## Elenco
- Paul Hogan - Michael J. "Crocodilo" Dundee
- Linda Kozlowski - Sue Charlton
- John Meillon - Walter Reillly
- Hechter Ubarry - Rico
- Juan Fernández - Miguel
- Charles Dutton - Leroy
- Kenneth Welsh - Brannigan
- Dennis Boutsikaris - Bob Tanner
- Ernie Dingo - Charlie
- Jim Holt - Erskine
- Luis Guzmán - Jose